# Municipio de Teocaltiche
El municipio de Teocaltiche es uno de los ciento veinticinco municipios en que se divide el estado mexicano de Jalisco, ubicado en la región Altos Norte. Es parte de la macrorregión del Bajío. Forma parte de la Alianza Bajío-Occidente. Fue parte de la Provincia de Nueva Galicia, actual Nayarit y Jalisco, en el Reino de Nueva Galicia entre su fundación y 1786, de la Intendencia de Guadalajara de 1786 a 1821, y del Departamento de Aguascalientes durante el Segundo Imperio Mexicano entre 1863 y 1867. Su cabecera y localidad más poblada es Teocaltiche.

## Toponimia
Teocaltiche, que proviene de dos vocablos: teocallintzin (de la lengua caxcana) y teocaltitech (en náhuatl); que se interpretan como “lugar cerca o junto al templo”.

## Historia
Gracias a descubrimientos arqueológicos se cree que el primer asentamiento data del año 1187.
Fue habitado por tecuexes y caxcanes, formando estos la Gran Cazcana, cuyos dominios se extendieron hasta Zacatecas y el ahora estado de Durango. El primitivo lugar de asiento de Teocaltiche fue en la banda occidental del río de su nombre, teniendo como base el cerro llamado ahora "De los Antiguos"; allí fue encontrado por los españoles, y más tarde fue trasladado por ellos al lugar que hoy ocupa. Terminada la guerra de Tlaltenango, los caxcanes emprendieron la ocupación del territorio de los tecuexes de Teocaltiche, tribu belicosa e indomable que les disputó resueltamente el paso, obligándolos a hacer una guerra más terrible y sangrienta que la que habían hecho con los del valle de Tlaltenango. A pesar de su alianza con los zacatecanos y huichichiles, los tecuexes fueron obligados a abandonar sus campos y a buscar asilo en los montes inmediatos al Río Grande. Una vez terminada la conquista del valle de Teocaltiche, los caxcanes procedieron a la refundación de la capital en la cumbre del cerro llamado hoy "De los Antiguos".
Teocaltiche fue conquistado por Cristóbal de Oñate y Manuel de Ibarra en marzo de 1530, por orden de Nuño de Guzmán. Los primeros evangelizadores esta tierra fueron Fray Juan de Badillo y Fray Antonio de Segovia después de la Gran Rebelión Caxcana en 1542. Los misioneros franciscanos jugaron un importante papel en la pacificación de los indios y en la formación de asentamientos estables en la región. En Teocaltiche se erigió el Hospital de Indios, entre los años 1542 y 1545, el cual era el recinto en el que se ofrecía alojamiento, comida y auxilio a los indios, todo a cambio de ser evangelizados en la religión traída del viejo contiene.
Tras la “Guerra del Mixtón”, el descubrimiento de los yacimientos mineros en Zacatecas en 1545 y 1550 y la consolidación de Guadalajara, determinó el establecimiento de los primeros caminos comerciales en la región, teniendo a Teocaltiche como el punto más importante sobre todo por sus condiciones de seguridad y por la vasta producción de maíz, frijol, calabaza, cría de ganado vacuno, caballar, mular y de asnos, gallinas, guajolotes y cerdos; este pueblo generaba lo necesario para la supervivencia de los mineros de aquella región zacatecana, y se convirtió en la población más importante por el surgimiento de la actividad comercial arriera y de caravanas de carretas.
Desde 1549, Teocaltiche fue la cabecera de la Alcaldía Mayor de Los Llanos en la Nueva Galicia que abarcaba lo que actualmente conocemos como los Altos, incluyendo al estado de Aguascalientes, debido a esto se inició el otorgamiento de mercedes para generar el asentamiento definitivo de pobladores en la región.
Teocaltiche durante la colonia tuvo un notable florecimiento comercial, cultural y principalmente arquitectónico. Junto con el Hospital de indios y la Parroquia, los demás edificios religiosos definieron el crecimiento de la mancha urbana, constituyendo manifestaciones y expresiones propias y significativas de los estilos barroco y neoclásico. Para 1670 llegan los mercedarios y fundan su monasterio y templo La Merced, siendo Teocaltiche el primer pueblo de la región con esta congregación.
En 1708 el corregidor fue Manuel Salcedo y posteriormente Antonio de Parga y Ulloa, y Teocaltiche continuo siendo el gran proveedor de granos, ganado, además de productos procesados como las cecinas y jamones para el abasto de Zacatecas.
Según el censo parroquial de 1730 el pueblo de Teocaltiche tenía 8,000 habitantes siendo aún altamente comercial y un centro atractivo para los peninsulares. Durante la visita episcopal del Obispo Fray Francisco de San Buenaventura Martínez de Texada y Díaz de Velazco, se da a conocer el 12 de diciembre de 1754 el censo de la población, que era estimada en 11,000 habitantes.
Al finalizar el siglo XVIII, Teocaltiche fue azotado por hambrunas, sequías y enfermedades que diezmaron la población y para 1794 se redujo considerablemente. Con el advenimiento de los borbones en España y sus nuevas leyes para las Indias Teocaltiche dejó de ser Alcaldía y fue agregado a la Ex Alcaldía de Lagos de Moreno. A principios del siglo XIX, Teocaltiche se recuperó y nuevamente volvió a estar en auge, pues nace como uno de los principales productores de textiles de lana. Esto generó un gran comercio con la región, pues para 1803, producían en los talleres 240,000 piezas de manta, 401 de cambaya, 1,306 colchas y 3,900 docenas de rebosos. Los géneros más conocidos eran los sayales (tela basta de lana), las jergas y jerquetillas (confecciones gruesas y delgadas pero toscas del mismo producto), los cortes de mangas para trajes, las frazadas (mantas) y principalmente los sarapes, además que todo esto era distribuido por toda la región. Otras artesanías que ya se producían eran los sombreros de palma o paja, artículos de madera y hueso entre muchas otras.
En 1811 en una entrada a Teocaltiche el cura “chicharronero”, José Francisco Álvarez, provocó estragos degollando a algunos españoles (criollos), además mandó quemar la casa que fue morada de José María González de Hermosillo precursor de la Independencia de México en el norte del país. Debido a estas atrocidades, gran parte de los habitantes de este pueblo tuvieron que huir a Aguascalientes, al ser desalojados de sus hogares y expulsados sin piedad.
En marzo de 1824, el pueblo de Teocaltiche consiguió categoría de Villa y se constituyó en uno de los 26 departamentos en que se dividió el estado de Jalisco.
Por decreto del Congreso el 22 de noviembre de 1861, se le concedió a Teocaltiche el título de Ciudad, bajo el gobierno del gran jurisconsulto licenciado Ignacio Luis Vallarta.
En la intervención francesa, Manuel Doblado mandó formar guerrillas que resistieran a los franceses, cuya invasión se temía por si llegaban a romperse las negociaciones (del Tratado) de la Soledad. El encargado de ese propósito fue Romualdo N., conocido como “El Caimán” quien en lugar de defender la ciudad armó su gavilla de las guerrillas asaltando a la población. El 20 de enero de 1862 es derrotado por los teocaltichenses. El 29 de enero de 1864, Teocaltiche es defendido por 400 de sus pobladores contra los 2,000 hombres invasores de los cuales 1,200 eran franceses y 800 mexicanos. Los jefes defensores fueron Ramón Martínez, Luis Felipe Jáuregui, Gil Mendoza y Cruz Ramírez.
Por decreto número 32 del Congreso del Estado el 22 de noviembre de 1869, por decreto número 184 se erigió en 11.º cantón el departamento de Teocaltiche, siendo éste la cabecera. Y como capilla auxiliar se designó al poblado de "Paso de Sotos" (actualmente Villa Hidalgo).
Para finales del siglo XIX, se produjeron avances económicos y tecnológicos mediante la instalación de la primera gran imprenta, la introducción del telégrafo eléctrico, fábrica de relojes públicos para iglesias, fábricas de jabón, represas como la de La Calera, fábricas de ajedreces en madera y hueso y sarapes. De 1895 a 1899, Severo López Arámbula fue el pionero en la fabricación de sarapes en Teocaltiche, pues intentaba hacer algo más fino, delicado y con un sinnúmero de colores y con materiales diferentes, que lo llevó a crear lo que ahora conocemos como el sarape, logrando mantener una producción elevada y dando trabajo a una multitud de personas, logrando hacer exportación a nivel mundial.
En la primera década del siglo XX, Teocaltiche aún se encontraba bien posicionado; se seguía teniendo un gran comercio y varias fábricas, se encontraba el Banco de Londres y México, los almacenes de las Fábricas de Francia, grandes almacenes de mayoreo de abarrotes, ropa y gran variedad de utensilios para el hogar, herramientas de todas clases. Teocaltiche fue el distribuidor exclusivo de las máquinas de coser Singer, se tenían además grandes marcas propias en brandys y whiskys escoceses, líneas telefónicas, molinos de harina, fábricas de pastas y fideos. Entre 1910 y 1916 en el municipio de Teocaltiche, en la comunidad de El Rosario, se contaba con minas de estaño que fueron explotadas durante la época colonial, dejándose de extraer el metal en la Revolución. Es a partir de este suceso que el progreso y auge del municipio comenzó a verse debilitado, primeramente se disminuyó considerablemente la arriería, lo que afectó el comercio y la riqueza que se había obtenido.
El 13 de junio de 1913, el bandolero revolucionario Elías Esqueda junto con un grupo de los mismos, tomó la población incendiando el Palacio Municipal, la administración de correos y la tienda “La Concordia”, mató a dos gendarmes del estado que le hicieron resistencia. Para 1914 continuaron las tropelías con otros bandoleros, haciéndole frente al Capitán Francisco Rentaría.
En 1914 al triunfo de la revolución constitucionalista desaparece la división política de los cantones, quedando la jerarquía de municipio a Teocaltiche y las comisarías políticas se transformaron en delegaciones municipales.
Para el año de 1923, Jesús y Cosme Anaya, con gente armada, atacan la ciudad, todo esto durante los movimientos de los Generales Obregón y Huerta, debido a esto los representantes de este Ayuntamiento huyeron ante el peligro, lo que provocó que se nombrara un Ayuntamiento provisional reconocido por la Secretaría de Gobernación.

## Cronología de hechos históricos
- 1187: Fundación de Teocaltiche, fecha en que fueron derrotados los indios tecuexes.[12]
- 1530: En el mes de marzo de este año, Teocaltiche es conquistado por las huestes españolas.[13]
- 1532: Fundación hispánica de la población de Teocaltiche.[9]
- 1550: Teocaltiche se constituye en alcaldía mayor de la Nueva Galicia, siendo su primer alcalde Hernando Martel.[9]
- 1817: A su entrada a Teocaltiche, los insurgentes degollaron a algunos españoles; a Don Juan José y a Don Miguel González Laris y a Don Ramón Ordorica. En los albores de la Independencia muchos hombres originarios de Teocaltiche se alistaron en las filas insurgentes al lado del caudillo Don José Pelayo Calvillo. En Teocaltiche se organizó el escuadrón milicias urbanas patrióticas o chaquetas realistas, por los Pérez Maldonado, Ramírez de Oliva y Ornelas, que desde entonces hasta la consumación de la Independencia guarnecieron Teocaltiche sin que nunca la ocuparan los insurgentes.[9]
- 1824: En el mes de marzo de este año, Teocaltiche era cabecera de departamento y tenía categoría de Villa.[9]
- 1861: El 22 de noviembre, se publicó el decreto número 32 mediante el cual se le concedió a la Villa de Teocaltiche el título de ciudad.[9]
- 1863: El 20 de enero, se da la defensa de la ciudad por Romualdo N., "El Caimán".[9]
- 1864: El 29 de enero, Teocaltiche es tomada por una fuerza franco-mexicana que derrota a la guarnición de 600 hombres que la defendía.[11]
- 1867: Finaliza la invasión francesa en el pueblo teocaltichense. Y en ése mismo año nace en Teocaltiche, Victoriano Salado Álvarez.[14]
- 1900: Se elabora en Teocaltiche, el primer sarape fino de México, hecho por Severo López Arámbula.[11]

## Símbolos patrios

### Escudo de armas
El escudo oficial del municipio se adoptó oficialmente el 15 de septiembre de 1967 en una ceremonia especial, con motivo del centenario del Triunfo de la República.
El diseño estuvo a cargo de Martín V. del Mercado. Para la conformación del escudo se tomó como base el significado del nombre de Teocaltiche; que se interpretan como “lugar cerca o junto al templo”. Al fondo se aprecian un templo; a la izquierda el Cerro de los Antiguos, lugar que fue el primitivo asentamiento de la población; en la cima de dicho cerro se posa un chapulín que simboliza el mote tradicional de los hijos de Teocaltiche: Chapulineros. En el extremo derecho está la figura de un macahuith o macana que era un arma ofensiva en la época prehispánica; y al pie de la alegoría, el río de la ciudad. El escudo se encuentra bordeado por un marco de los colores heráldicos: verde, plata y oro; rematando en la parte superior con la figura de un águila devorando una serpiente y posada sobre un nopal, a manera de la que se encuentra en el lábaro patrio.

## Descripción geográfica

### Ubicación
Teocaltiche está ubicado entre las coordenadas 21° 15′ 00″ y 21° 43' 30" de latitud norte y los 102° 23′ 15″ y 102° 47' 30" de longitud oeste con altura media de 1850 metros sobre el nivel del mar.

### Delimitación
El municipio colinda al norte con el municipio de Villa Hidalgo y el estado de Aguascalientes; al este con el estado de Aguascalientes y con los municipios de Encarnación de Díaz y San Juan de los Lagos; al sur con los municipios de San Juan de los Lagos, Jalostotitlán y Mexticacán; al oeste con el municipio de Mexticacán, el municipio de Nochistlán, Zacatecas y el municipio de Villa Hidalgo.

### Extensión
La extensión territorial del municipio de Teocaltiche es de 913.77 km2 que representan el 1.12% de la superficie del estado de Jalisco. Y por su superficie se ubica en la posición número 28 con relación al resto de los municipios del estado.

## Geografía

### Topografía
El municipio está formado por derivaciones de la Sierra Madre Occidental. Puede dividirse, de acuerdo a la altura en cuatro zonas. La mayor parte comprende alturas menores de 1 800 metros, donde se encuentra ubicada la cabecera municipal. La parte comprendida entre el norte y oeste está formada por alturas que van de 1 800 a 2 000 metros; y el noroeste comprende dos zonas: una formada por alturas entre 2 000 y 2 200 metros, y otra de más de 2 200 metros sobre el nivel del mar.

### Orografía
Casi la mitad de la superficie municipal está conformada por zonas semiplanas (46%) que se encuentran al noreste del municipio; la parte restante, se divide en zonas planas (38%) que existen en todo el municipio, especialmente al este; y zonas accidentadas (16%) que se localizan al noroeste de la cabecera municipal.

### Geología
El tipo de roca predominante es lutita - arenisca (34.1%), combinación de rocas epiclásticas, una constituida por material terrígeno muy fino (arcillas) y la otra por minerales del tamaño de la arena.

### Suelos
El territorio está constituido por terrenos del período cuaternario, y están compuestos por suelos aluvial, residual y lacustre. La composición de los suelos es de tipos predominantes Planosol Eutrico y Feozem Ortico.

#### Tipo de suelo
El suelo predominante es el Phaeozem (feozem) (33.7%), se presentan en cualquier tipo de relieve, tiene una capa superficial oscura, suave, rica en materia orgánica y nutrientes. De profundidad variable, si son profundos se utilizan para la agricultura, los menos profundos se localizan en pendiente con rendimientos más bajos y se erosionan con facilidad.

#### Uso de suelo
El municipio tiene una superficie territorial de 91,377 ha, de las cuales 27,000 son utilizadas con fines agrícolas, 42,777 en la actividad pecuaria, 14,800 son de uso forestal, 470 son suelo urbano y 4,413 hectáreas tienen otro uso, no especificándose el uso de 1,917. En lo que a la propiedad se refiere, una extensión de 66,252 ha es privada y otra de 125,460 es ejidal; 78,048 hectáreas son propiedad comunal. De 1,817 ha no se especifica el tipo de propiedad.

### Hidrografía
Sus recursos hidrológicos son proporcionados por los ríos y los arroyos que conforman la subcuenca río Verde-Grande de Belén, perteneciente a la región hidrológica Lerma-Chapala-Santiago donde desembocan los ríos Teocaltiche, San Pedro y Aguascalientes. También hay gran cantidad de arroyos, tanto permanentes como de temporal, tales como: Mascua, Huejotitlán, San Antonio, Apulco, Hondo, Atepoca, Mechoacanejo, El Salitre y otros de menor importancia. También están las presas de El Refugio y La Calera.

### Clima
El clima es semiseco, con otoño, invierno y primavera secos, y templado, sin cambio térmico invernal bien definido. La temperatura media anual es de 18.6 °C, con máxima de 27.5 °C y mínima de 9.5 °C. El régimen de lluvias se registra entre los meses de junio, julio, agosto y septiembre, contando con una precipitación media de 647.7 milímetros. El promedio anual de días con heladas es de 22.3. Los vientos dominantes son en dirección del noroeste.

### Recursos naturales
La riqueza natural con que cuenta el municipio está representada por 14,800 hectáreas de bosque donde predominan especies de encino, roble, mezquite y huizache, principalmente. Sus recursos minerales son yacimientos de estaño.

## Flora y fauna
Su vegetación se compone en las partes altas del norte y noreste de encino y roble; en la cabecera municipal, de navajita azul; al norte árboles frutales y pastos naturales, y en la parte central hay mezquite, huizache, álamo, palo blanco y garruño.
La fauna está representada por especies como el mapache, tlacuache, coyote, zorro, venado, armadillo, liebre, puma, conejo y aves como la huilota, gorrión, pato, lechuza, tecolote y torcacita habitan esta región. Así como una gran variedad de reptiles como lagartijas, tortugas, culebras y víboras (serpiente de cascabel, coralillo, chirrionera y la Heterodon platirhinos), entre otros.

## Actividades económicas

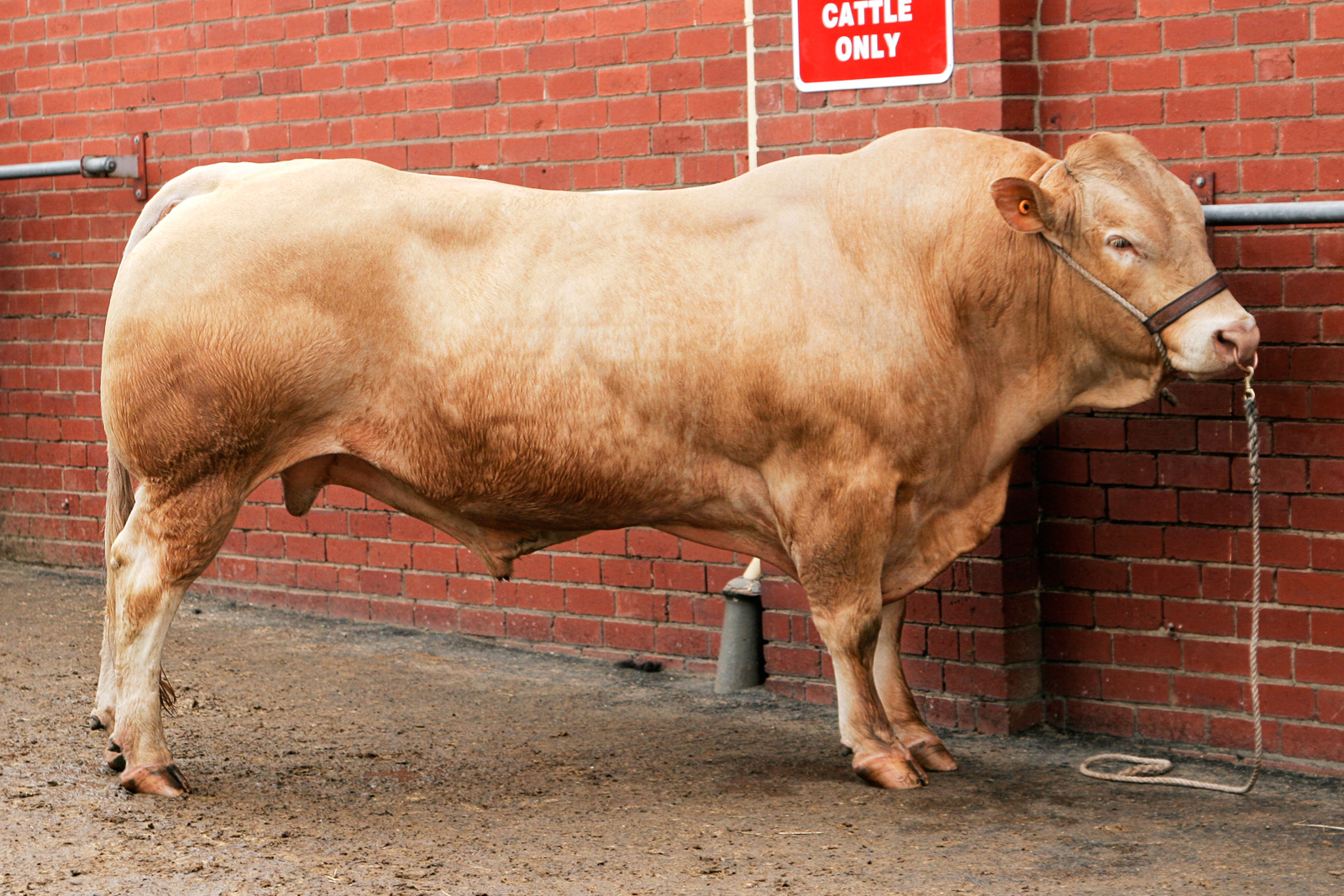
Cría ganado bovino

Ganadería. Se cría ganado bovino, equino, caprino y porcino. Además de aves.
Agricultura. Destacan el cultivo de maíz, alfalfa, avena, sorgo, tomate, cacahuete, chile, maguey, cebolla y frijol intercalado.
Comercio. En este ramo cuenta con establecimientos y negocios locales, farmacias como Farmacias Avenida y Farmacias Guadalajara, supermercados como Oxxo de Grupo Femsa, Mi Bodega Aurrera de Walmart de México y Centroamérica y Soriana Express de Organización Soriana, en el cual se dedican a la venta de productos de primera necesidad. También cuenta con tiendas departamentales como Coppel y Elektra.
Industria. Destaca la elaboración de artesanías, labrados de hueso y madera y sarapes de lana. Así como la elaboración de productos lácteos como yogur y quesos.
Servicios. Se prestan servicios financieros, profesionales, técnicos, comunales, sociales, turísticos, personales y de mantenimiento.
Pesca. Se captura mojarra, carpa, boquinete y bagre.

## Demografía
En el año 2020, la población en Teocaltiche fue de 39,839 habitantes (48.1% hombres y 51.9% mujeres). En comparación a 2010, la población en Teocaltiche decreció un -0.66%.

### Localidades
En el censo de 2020 el municipio de Teocaltiche contaba con 149 localidades.
| Código INEGI      | Localidad         | Población (2020) |
| ----------------- | ----------------- | ---------------- |
| 140910001         | Teocaltiche       | 24 580           |
| 140910071         | Mechoacanejo      | 2 856            |
| 140910016         | Belén del Refugio | 2 231            |
| Otras localidades | Otras localidades | 10 172           |
| Total municipal   | Total municipal   | 39 839           |

## Educación
La infraestructura educativa tanto pública como privada del municipio de Teocaltiche está integrada por más de 42 centros educativos de nivel preescolar, más de 67 primarias, 12 secundarias y 15 telesecundarias; 7 escuelas de nivel medio superior, entre ellas una preparatoria integrada a la Universidad de Guadalajara, una preparatoria privada incorporada a la Universidad Autónoma de Aguascalientes, un Centro de Bachillerato Tecnológico Industrial y de Servicios (CBTIS), un Colegio de Estudios Científicos y Tecnológicos del Estado de Jalisco (CECyTEJ) y un Colegio de Bachilleres del Estado de Jalisco (COBAEJ) en cuanto a la educación especial existe 2 centro de Atención Múltiple y en la educación superior se cuenta con 2 módulos de universidad privadas, las cuales son Universidad del Desarrollo Profesional y Universidad Solidaria de los Altos de Jalisco. También cuenta con una institución para la formación de paramédicos profesionales llamada “Instituto de Paramédicos Servicios Médicos Barba Rubio A.C.”.

## Salud
La atención a la salud es ofrecida en el municipio por la Secretaría de Salud de Jalisco a través de un hospital de primer contacto llamado "Hospital Comunitario Teocaltiche", un Centro de Salud, 2 módulos de salud rural y 22 casas de salud, también cuenta con un Instituto Mexicano del Seguro Social (IMSS), un Instituto de Seguridad y Servicios Sociales de los Trabajadores del Estado (ISSSTE), y existen además 3 clínicas privadas y más de 30 consultorios médicos particulares. 

## Vivienda
Se cuentan 8,843 viviendas particulares habitadas con un promedio de 4.18 ocupantes por vivienda. 86.32% cuentan con el servicio de agua, 74.86% cuentan con servicio de drenaje y 93.35 cuentan con energía eléctrica. El tipo de construcción es de bóveda de ladrillo o losa de concreto en los techos y adobe, tabique o bloc en los muros.

## Servicios públicos
El municipio ofrece a sus habitantes los servicios de agua potable, alcantarillado, alumbrado público, mercados, rastro, estacionamientos, cementerios, vialidad, aseo público, seguridad pública, tránsito, parques, jardines y centros deportivos. En lo que concierne a servicios básicos el 86.3% de los habitantes disponen de agua potable; en alcantarillado la cobertura es del 74.8% y en el servicio de energía eléctrica el 93.3%.

## Vías de comunicación
La transportación terrestre se efectúa mediante las carreteras Teocaltiche-Guadalajara, vía Jalostotitlán, Teocaltiche-Guadalajara vía Yahualica; Teocaltiche- Aguascalientes vía Belén del Refugio y carretera panamericana Teocaltiche-Aguascalientes vía Villa Hidalgo. Cuenta con una red de caminos revestidos, de terracería y rurales que comunican las localidades. La transportación terrestre foránea se realiza en autobuses directos y de paso. La transportación urbana y rural se lleva a cabo en vehículos de alquiler y particulares.

## Cultura

### Gastronomía
La comida típica de esta región es birria, pozole, menudo, mole, tamales, enchiladas, gorditas, quesadillas, sopes, tacos y tortas de pan francés, que es característico de Teocaltiche, tiene la cualidad de que puede durar un mes a una temperatura ambiente. También se puede encontrar pan dulce y diferentes tipos de dulces como los garapiñados, cocada, encurtidos de chilacayote, camote, biznaga y calabaza. Y una bebida típica que es muy popular en el municipio es el tejuino.

### Artesanías
Se elaboran diferentes tipos de artesanías en hueso y madera de mezquite, tallada o laqueada; juguetes como baleros, pirinolas, trompos, yoyos, también muebles, portaplumas, juegos de ajedrez, floreros con decoración de figuras, alhajeros, molinillos, cajas, baúles, polveras, dominós, sombreros de palma, texana de lana, texana pelo de conejo, cestería de carrizo, textiles en telar de pedal como los jorongos, rebozos, ceñidores, fajos, tilmas, camisas, tejidos, bordados, alfarería, curtiduría de pieles, piteado, bordados, deshilados, lapidaria como molcajetes, metates, herrería, y se confeccionan sarapes tejidos en lana y acrilán, son considerados por sus adornos y rayas multicolores únicos en el país, sus obras en hueso tallado como anillos, abrecartas, aretes, boquillas, botones, pipas, y prendedores. También existe otro tipo de artesanías como escobetas de lechuguilla, decoradas y bordadas con listones de colores. Todo esto se puede adquirir en los expendios de la misma población.

### Fiestas religiosas
- Feria principal en honor a Nuestra Señora de los Dolores: Se celebra del último viernes de octubre al 12 de noviembre, con diversas actividades como; charreadas, corridas de toros, carreras de caballos, danzas llamadas de “La Conquista” o “de Apaches”; peregrinaciones con carros alegóricos con temas bíblicos, que recorren las principales calles de la ciudad. Asimismo se desarrollan eventos culturales y deportivos, festividades populares, venta de artesanías, antojitos mexicanos, fuegos artificiales y juegos mecánicos.[13]
- Fiesta en honor a Nuestro Padre Jesús Nazareno: 6 de agosto.
- Fiesta en honor a Nuestra Señora del Carmen: 16 de julio.
- Fiesta en honor a San Miguel Arcángel: 29 de septiembre.
- Fiesta en honor a San José: Del 10 al 19 de marzo.
- Fiesta en honor a San Pedro Apóstol: 29 de junio.
- Fiesta en honor a Nuestra Señora de Guadalupe: 12 de diciembre.
- Fiesta en honor a La Santa Cruz: 3 de mayo.
- Fiesta en honor a Nuestro Señor de las Maravillas: 3 de mayo.
- Fiesta en honor a Nuestra Señora de la Merced: 24 de septiembre.
- Fiesta en honor al Sagrado Corazón de Jesús: Mes de junio; 8 días después del jueves del Corpus Christi.
- Fiesta en honor a Nuestra Señora del Sagrado Corazón: 31 de mayo.

### Fiestas civiles
- Conmemoración de la heroica defensa de Teocaltiche ante los franceses: 29 de enero.
- Fiestas Patrias: Con motivo a la celebración del aniversario de la Independencia de México, se lleva a cabo del 15 de septiembre por la noche, con el Grito de Dolores en la explanada de la plaza principal por el presidente municipal, al 16 de septiembre por la mañana con un desfile por las calles principales del pueblo.
- Día del Danzante Teocaltichense: 3 de noviembre.
- Día del Artesano Teocaltichense: 5 de noviembre.
- Día del Hijo Ausente: 9 de noviembre; día para conmemorar a personas que han inmigrado del municipio a otros lugares, principalmente al extranjero.
- Aniversario de la Revolución Mexicana: 20 de noviembre, en donde se realiza un desfile, en cual participan escuelas del municipio.

### Tradiciones y costumbres
- El Viernes de Dolores, se acostumbra exponer en las calles de la colonia San Pedro, grandes altares en honor a la Virgen de los Dolores.
- El Viernes Santo, por la mañana, es una tradición llevar el vía crucis viviente por las calles de la población. Por la noche se realiza la marcha del silencio; una procesión, en donde se conmemora la muerte de Jesucristo.
- En la Semana Santa, se llevan a cabo concursos de carreras, en donde los habitantes participan para ganar diferentes tipos de premios, entre ellos dinero en efectivo.
- El 15 de mayo, se lleva a cabo una cabalgata de caballos junto con una peregrinación de tractores en honor a San Isidro Labrador, quien es patrono de los agricultores, todo esto para que haya una buena cosecha de los habitantes agricultores.

- El 2 de noviembre, “Día de Muertos”, se acostumbra visitar en masa el Panteón de los Ángeles, ubicado en la cabecera. Por la noche se exhiben altares de muertos en el centro histórico de la ciudad y se hacen desfiles de catrinas por las calles.[13]
- El 11 de noviembre es tradición anual la realización de la romería, en la que se exhibe a Nuestra Señora de los Dolores por las calles principales de la ciudad y también diferentes tipos de carros alegóricos y danzas tradicionales.

### Leyendas
En Teocaltiche existe una gran variedad de leyendas coloquiales, pero la que sin duda es la más famosa de todas es referida a un ‘sacerdote sin cabeza’, que en épocas de la guerra de los Cristeros, un padre celebraba su misa como todos los días, en el templo de San José, pero cuando llegó el momento de la eucaristía, de repente entran unos bandidos al templo y empiezan a golpear gente; uno de ellos, se acerca al padre y con machete en mano le corta la cabeza; las escenas siguientes fueron las de la cabeza del padre rodando por los escalones del altar, mientras su cuerpo decapitado caía sin vida, un suceso terrible para el pueblo. Pasaron unos cuantos meses después de aquel trágico incidente, cuando una noche, un hombre iba caminando de regreso a su casa, ya eran altas horas de la noche, la visibilidad era casi nula y las calles estaban vacías. Justo cuando iba pasando frente al templo de San José, un padre se acerca a él y lo invita a presenciar una misa, algo que a este hombre le pareció muy raro, pues ya era muy tarde para una misa, pero por educación aceptó la invitación y se dispuso a escuchar la misa. Todo iba normal, el sacerdote oficiaba su misa con mucha alegría, parecía contento, hasta que llegó la parte de la eucaristía; un viento fuerte empezó a sacudir el templo, apagando todas las velas y cerrando bruscamente todas las puertas, sólo quedaba una tenue luz de la luna, cuando de pronto, el hombre observa que al padre se le desprende la cabeza del cuerpo y rueda hasta llegar a sus pies. El hombre horrorizado grita e intenta en vano salir desesperadamente del templo, su terror fue tanto que perdió la conciencia y desmayó. A la mañana siguiente, cuando el sacristán abre el templo, ve como hay un hombre tirado a lado de la puerta del templo; este se dispone a despertarlo y le pregunta que hacía allí; el hombre le contó toda la escena de la madrugada y el sacristán, con cara de incredulidad, le cuenta al hombre lo que sucedió meses atrás, y lo que le pasó a él, no es la primera vez que pasa, porque ya le había ocurrido a otras personas anteriormente. Se dice que el alma del sacerdote aún busca su descanso, tratando de concluir la misa que dejó a medias, y que siempre busca nuevos feligreses (víctimas) para poder dar su misa y así, de algún modo, obtener su descanso eterno.

### Pinturas
- En el Templo de San José se encuentra la pintura titulada “La Virgen del Refugio”, obra de Salvador Herrera, y que data del siglo XVI.
- En la Parroquia de Nuestra Señora de los Dolores se encuentra una obra titulada “Desprendimiento”.[13]
- En la sacristía del Santuario de Nuestro Padre Jesús Nazareno está plasmado el mural llamado “La Última Cena”.[13]

### Literatura
Destaca la obra del historiador y novelista Victoriano Salado Álvarez, destacando títulos como los siguientes: “De Santa Anna a la Reforma”, “Ensayo de la Historia y Filosofía” y “La vida azarosa y romántica de Carlos María Bustamante”.

## Turismo

### Obras arquitectónicas
- Antiguo Hospital de Indios: Es el edificio más antiguo de la ciudad, construido en el siglo XVI, gracias a esto fue declarado Monumento Nacional por la Secretaría de Educación Pública y al Centro Cultural Victoriano Salado Álvarez. La fundación del hospital de indios inició en el año 1542 a consecuencia de la guerra y del estado de miseria y esclavitud al que quedaron reducidos los pobladores nativos.
- Plaza de Toros "El Renacimiento": En 1904 inicia la construcción, y un año después, en 1905 es inaugurada consagrándose como una de las más bellas y grandes de México en su época.[11]
- Palacio Nueva Galicia: Fue construido a mediados del siglo XVIII. Desde finales del siglo XIX hasta los años 70's fue utilizada como hotel, por lo que también se le conoce como "Hotel Jalisco".
- Hotel Arroyo La Mina: Es una de las casonas más antiguas de Teocaltiche, data de los años de La Reforma, en el siglo XIX.
- Hacienda de San Isidro: Construida en el siglo XVI. La hacienda más antigua de la Región de los Altos.[9]

- Hacienda del Tequesquite: Construida en el siglo XVIII.[9]
- Parroquia de la Nuestra Señora de los Dolores: Construida en el siglo XIX, desde el año 1845 hasta 1898, con un diseño neoclásico se considera una joya arquitectónica que ostenta el título de la región alteña.Parroquia de Nuestra Señora de los Dolores

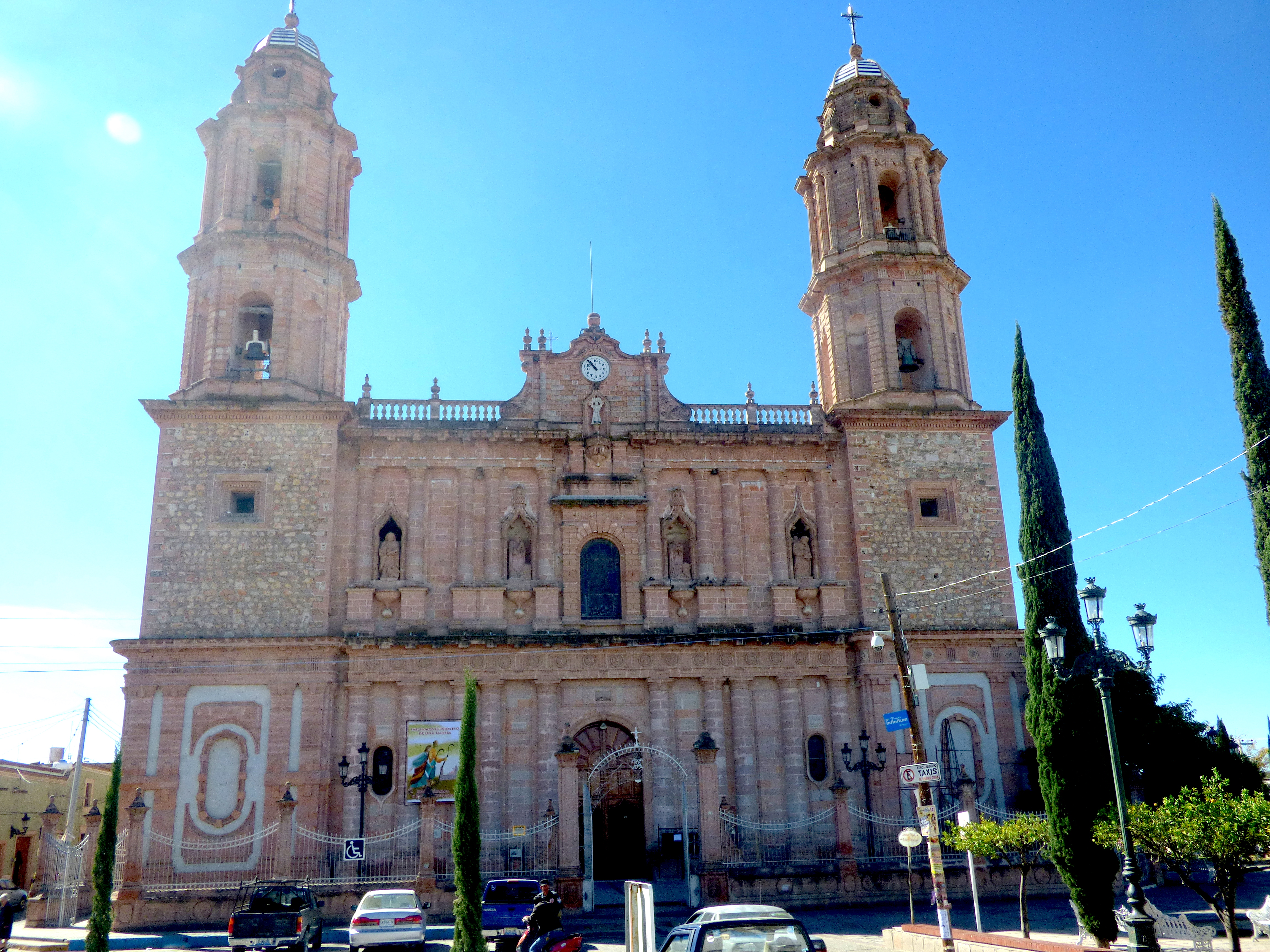
Parroquia de Nuestra Señora de los Dolores

- Templo de San José: Construida a finales del siglo XVIII, se cree que su construcción finalizó el 12 de junio de 1714.
- Ex-Convento: Uno de los más antiguos de la ciudad y fungió como parroquia durante algún tiempo, el claustro fue dividido para utilizarlo como cuartel, después fue reconstruido por el general Manuel Martínez Sicilia, para que fuera utilizado como escuela, en la actualidad lleva su nombre.
- Casa antigua: En ella se hospedó el general Lázaro Cárdenas siendo Presidente de la República, es propiedad privada.
- Santuario de Nuestro Padre Jesús Nazareno: Data del siglo XVIII, construido desde el año de 1732 hasta 1744.
- Templo de Nuestra Señora de Guadalupe: Su construcción data del siglo pasado. El interior es de cruz latina con decoración sobria; en las pechinas se aprecian pinturas al óleo sobre la aparición de la Virgen de Guadalupe.
- Templo expiatorio de Nuestra Señora de la Merced: Construida en el siglo XVIII. Fue construido por los mercedarios en el año de 1700 aproximadamente, es de cantera y fue el tercer templo en Teocaltiche.
- Casa Pinta: Su construcción se ubica durante el periodo barroco de los siglos XVII y XVIII.
- Casona Histórica: Construida en el siglo XVIII, actualmente funge como escuela secundaria llamada "Esther Lares Mora". En el año 1900, el señor Severo López, elaboró ahí, con hilos y estambre el primer sarape fino de México.

### Zonas arqueológicas
- El Cerro de los Antiguos: Situado en la cabecera municipal, se han descubierto numerosos vestigios, entre ellas figuras arqueológicas, pues desde el año 1187 hasta la llegada de los españoles, este mirador natural fue la sede de poder caxcán, cuyos dominios se extendieron hasta lo que hoy día se le conoce como Zacatecas y el estado de Durango.
- El Cerro Encantado: Situado en la exhacienda “Tequesquite”. En donde se han encontrado además de vasijas de todo tipo, figuras antropomorfas, onomorfas policromadas al negativo de tipo classoné vinculadas con las culturas de tumbas de tiro como la de Chupicuaro y datan de 100 al 150 D.C. Según estudios realizados por Betty Bell en 1970.
- Pinturas Rupestres: En lo alto de la sierra El Rosario, a un costado del Cerro de la Antorcha (aproximadamente 13 km al norte de la población), se localiza La Cueva Blanca, rodeada de un ecosistema de montañas y riachuelos de agua cristalina. Ahí se resguarda el legado de los antiguos pobladores de esas tierras; una serie de pinturas rupestres que representan figuras humanas.

### Centros culturales y de recreación
- Casa de la Cultura Ex Hospital de Indios[19]
- Centro Cultural González Hermosillo, "Casa Pinta"[20]
- DIF municipal[21]
- Museo Comunitario Hospital de Indios[22]
- Biblioteca Pública Municipal Lic. Salvador Morán Sandoval[23]

### Templos religiosos
- Parroquia de Nuestra Señora de los Dolores
- Parroquia de San Miguel Arcángel
- Santuario de Nuestro Padre Jesús Nazareno
- Templo expiatorio de Nuestra Señora de la Merced
- Templo de Nuestra Señora del Sagrado Corazón de Jesús
- Templo del Señor de las Maravillas
- Templo de San José
- Templo de San Pedro Apóstol
- Templo de la Virgen del Carmen
- Templo de Nuestra Señora de Guadalupe
- Iglesia de la Santa Cruz

### Parques y reservas naturales
- Presa de aguas termales en la Hacienda de Ajojúcar
- Sierra del Rosario
- Manantiales Rancho El Montecillo
- Manantiales en el rancho Gavilán de Abajo
- Hacienda Los Ojitos
- Hacienda de Las Juntas

## Lenguas indígenas
La población de 3 años y más que habla al menos una lengua indígena fue 58 personas, lo que corresponde a 0.15% del total de la población de Teocaltiche. La única lengua indígena hablada fue la Mazahua (58 habitantes).

## Religión
Entre la población de 5 años y más de edad de este municipio predomina la religión católica, la cual es profesada por la mayoría de la población (97.04%); en menor proporción se encuentran Testigos de Jehová, y creyentes de doctrinas evangélicas y protestantes (1.53%). Asimismo el 0.63% de los habitantes manifestaron no practicar religión alguna.

## Deporte
El municipio cuenta con centros deportivos que tienen en conjunto instalaciones adecuadas para llevar a cabo diversos deportes: fútbol, voleibol, béisbol, basquetbol, atletismo, ciclismo y juegos infantiles.

## Subdivisiones

### Zonas urbanas
- Teocaltiche (ciudad; cabecera del municipio homónimo).

### Delegaciones
- Belén del Refugio
- Mechoacanejo
- Huejotitlán
- Ostotán

### Localidades
- Agua Tinta de Abajo
- Agua Tinta de Arriba
- Ahuetita de Abajo
- Ahuetita de en Medio
- Analco
- Arroyo de la Galicia
- Buenavista
- Calerita
- Cañada Grande
- Cerrito Colorado
- Cerro de los Gregorios
- Corral Blanco
- El Baluarte
- El Barrio
- El Bordo
- El Capricho
- El Carretero
- El Colorín
- El Crucero
- El Cuartel
- El Derramadero
- El Mirador
- El Morisco
- El Ojo de Agua
- El Palomo
- El Pando
- El Pedregoso
- El Pueblito
- La Refugio
- El Rosario
- El Salitre
- El Santo
- El Saucito
- El Soyatal
- El Tablero
- El Talayote
- El Tequesquite
- El Álamo
- El Álamo de Abajo
- El Álamo de Arriba
- Gavilán de Abajo
- Gavilán de Arriba
- Halconero de Abajo
- Jesús Aguirre
- Junta de los ríos
- La Angostura
- La Calera
- La Capilla
- La Cofradía
- La Concha
- La Esperanza
- La Parrita
- La Soledad
- La Tejuinera
- La Trinidad
- Las Cañadas
- Las Flores
- Las Juntas
- Las Norias
- Las Tres Alamedas
- Las Trojes
- Loma Bonita
- Lomas de Mechoacanejo
- Los Barrenos
- Los Caños
- Los García
- Los Mirasoles de Abajo
- Los Pocitos
- Los Pérez
- Los Santiagos
- Los Saucos
- Los Tanques
- Los Tepetates
- Mazcua
- Mendocina
- Paso de la Canoa
- Providencia San Martín
- Rancho Contento
- Rancho Mayor
- Rancho Nuevo
- Rincón de los Cedros
- Rincón del Zapatero
- Salto de los Aviones
- San Andrés
- San Antonio de la Calera
- San Francisco del Rincón
- San Isidro
- San Isidro de Ramírez
- San José de Ajojúcar
- San José de Ajojúcar
- San José de la Haciendita
- San Juan
- San Juan de Dios
- San Pedro
- San Roque
- Santa Bárbara
- Sierrita de los Dolores
- Teocaltitán
- Tonalán
- Villa de Ornelas

## Personajes destacados
- Ángel David Alonzo Meneses, futbolista mexicano (Club Necaxa, Liga MX).
- Arturo Saldivar Romo, reconocido torero mexicano.
- Buenaventura Portillo Tejeda, obispo católico de diferentes estados de la república mexicana.
- Carlos Manuel Villalobos Organista, político panista y ex secretario de hacienda de Sonora.
- Cirilo Marmolejo Cedillo, intérprete de guitarrón y vihuela mexicana y pionero en el desarrollo del mariachi.[24]
- Gerardo de Jesús Rojas López, obispo católico del estado de Tabasco.
- Héctor Alfonso Ruiz Esparza, de nombre artístico Héctor Kiev, es un actor, escritor, director, productor y locutor.[25]
- Hortensia Soto-Johnson, educadora matemática.
- Jessica Carrillo, periodista y conductora de televisión para la empresa de telecomunicación estadounidense; Telemundo.[26]
- José Guadalupe Cruz Díaz, historietista y guionista, uno de los grandes pioneros del cómic y las fotonovelas en México, creador de las historietas de ficción "Adelita y las Guerrillas" y de "El Santo, el enmascarado de plata".[27][28]
- José María Salado, militar mexicano.
- José Trinidad Laris Pérez, presbítero, escritor, periodista, catedrático, cronista e historiador.[29]
- Manuel J. Aguirre, periodista revolucionario, escritor e historiador.[30]
- Mario Díaz Pérez, entrenador de fútbol mexicano y exfutbolista.[31]
- Mario Hernández, boxeador profesional más conocido como "Mighty".
- Miguel Pedro Romo Organista, distinguido ingeniero civil, catedrático, investigador y académico mexicano.
- Nicolás de Anda Sánchez, escritor e historiador, conocido por escribir diferentes obras sobre su lugar natal Teocaltiche.
- Rafael Pérez Maldonado, político y militar mexicano, quien fue el primer Secretario de Hacienda en México.
- Roberto González Cruz, luchador profesional más conocido como "El Solitario".[32]
- Roberto Sánchez Ramírez, vallista que compitió en los Juegos Olímpicos de verano de 1932.
- Salvador Mejía Jáuregui, futbolista mexicano, socio y presidente del Club Deportivo Guadalajara.
- San Atilano Cruz Alvarado , sacerdote y santo mártir de la Iglesia católica, ejecutado en la guerra Cristera en 1928.[33]
- San Román Adame Rosales,  sacerdote y santo mártir de la Iglesia católica, ejecutado en la guerra cristera en 1927.
- Sofía Villa de Buntello, escritora y feminista mexicana que lideró la facción de feministas moderadas en la década de 1920.
- Victoriano Salado Álvarez, escritor, periodista, político y diplomático mexicano.[14]

## Gobierno

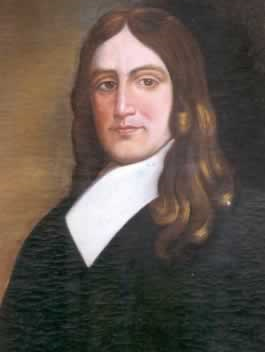
Hernando Martel, primer alcalde mayor de Teocaltiche

### Presidentes municipales
| Presidente municipal                | Período               | Partido político | Notas |
| Hernando Martel                     | 1550                  |                  | Alcalde mayor |
| Tiburcio Muñoz Mejía                | 1928–1929             |                  | |
| Zacarías Organista Orodoría         | 1930–1931             | PNR              | |
| Filiberto Mejía Villalobos          | 1932–1933             | PNR              | |
| Ángel Acero Saucedo                 | 1934–1935             | PNR              | |
| Antonio Oropeza Gómez               | 1936                  | PNR              | |
| Mariano Álvarez Villalobos          | 1937                  | PNR              | |
| Antonio Chávez Álvarez              | 1938–1939             | PRM              | |
| J. Jesús Ramírez Silva              | 1940–1941             | PRM              | |
| J. Rosalío Becerra González         | 1942–1943             | PRM              | |
| Víctor Pérez Jiménez                | 1944–1946             | PRM              | |
| Filiberto Mejía Villalobos          | 1947–1948             | PRI              | |
| Pablo A. Ramírez                    | 1949–1952             | PRI              | |
| Eusebio Jáuregui Mercado            | 01-01-1953–31-12-1955 | PRI              | |
| Benjamín Sánchez Morán              | 01-01-1956–31-12-1958 | PRI              | |
| José Lenin Oropeza Marina           | 01-01-1959–31-12-1961 | PRI              | |
| Atanacio Martínez Villalpando       | 01-01-1962–31-12-1964 | PRI              | |
| Eladio Jáuregui Mora                | 01-01-1965–1966       | PRI              | |
| Ernesto Ríos González               | 1966–31-12-1967       | PRI              | Interino |
| Rafael Pérez Aguirre                | 01-01-1968–31-12-1970 | PAN              | |
| Arturo Padilla Padilla              | 01-01-1971–31-12-1973 | PRI              | |
| J. Concepción Hernández Martín      | 01-01-1974–31-12-1976 | PRI              | |
| Salvador Alba Romo                  | 01-01-1977–31-12-1979 | PRI              | |
| ND                                  | 01-01-1980–31-12-1982 |                  | |
| Benjamín Ruiz Aguayo                | 01-01-1983–31-12-1985 | PRI              | |
| Rigoberto Ramírez Cornejo           | 01-01-1986–31-12-1988 | PRI              | |
| Alfredo Berard Ávila                | 01-01-1989–1992       | PRI              | |
| Ramón Vidaurri Jáuregui             | 1992–1995             | PRI              | |
| Rafael Pérez Villegas               | 1995–1997             | PAN              | |
| Roberto López Delgado Flores        | 01-01-1998–31-12-2000 | PRI              | |
| Juan Manuel López Delgado           | 01-01-2001–31-12-2003 | PRI              | |
| Emma Muñoz Covarrubias              | 01-01-2004–31-12-2006 | PRI              | |
| Antonio Díaz González               | 01-01-2007–31-12-2009 | PRI              | |
| José Luis Martínez Velázquez        | 01-01-2010–30-09-2012 | PAN              | |
| Juan Manuel González Jiménez        | 01-10-2012–30-09-2015 | PRI PVEM         | Coalición "Compromiso por Jalisco" |
| Abel Hernández Márquez              | 01-10-2015–22-03-2018 | PAN              | Pidió licencia para buscar la reelección, que obtuvo |
| Daniel Avelar Álvarez               | 22-03-2018–2018       | PAN              | Interino |
| Abel Hernández Márquez              | 2018–2021             | PAN PRD MC       | Fue reelegido el 01-07-2018. Pidió licencia para contender por el PAN hacia la diputación local por el distrito 3 de Jalisco, que obtuvo en las elecciones de 06-06-2021 |
| Pablo Alejandro Olmos Martínez      | 24-02-2021–18-05-2021 | MC               | Interino |
| Carolina Reyes Chávez               | 2021–30-09-2021       | PAN PRD MC       | Interina |
| Juan Manuel Vallejo Pedroza         | 01-10-2021–2024       | Morena           | Pidió licencia para buscar la reelección, la cual no obtuvo |
| Saúl Esparza Ulloa                  | 2024                  | Morena           | Interino |
| Silvia Margarita Villalobos Delgado | 01-10-2024-presente   | PRI PAN PRD      | Coalición "Fuerza y Corazón por México" |

## Hermanamientos
La ciudad de Teocaltiche está hermanada con las siguientes ciudades:
- Acapulco de Juárez, Guerrero México (2005) [51]
- Capilla de Guadalupe, Jalisco México (2010) [52]
- Saltillo, Coahuila de Zaragoza México (2007) [53]
- Tenamaxtlán, Jalisco México (2017) [54]